# 網野正大
網野 正大（あみの まさお、1974年10月14日 - ）は、日本の元ラグビー選手。

## プロフィール
- 山梨県出身。
- ポジションはフッカー(HO)。
- 身長 178cm、体重 95kg
- 日本代表キャップは10。
- 日本Ａ代表に選ばれたことがある。

## 略歴
1993年、日川高校卒業後、関東学院大学に入る。
1997年、関東学院大学卒業後、NEC（現・NECグリーンロケッツ東葛）に加入。
2003年、ラグビーワールドカップ2003の日本代表に選ばれる。
2010年、現役を引退し、NECグリーンロケッツのコーチに就任した。
2014年、NECグリーンロケッツのヘッドコーチに就任した。
2016年、NECグリーンロケッツのコーチを退任した。